# 髙田昌行
髙田 昌行（たかだ まさゆき、1962年〈昭和37年〉1月7日 - ）は、日本の運輸・国土交通技官。

## 経歴
大阪府堺市出身。大阪府立生野高等学校を経て、大阪大学工学部土木工学科卒業。1986年3月に大阪大学大学院工学研究科土木工学専攻を修了。国家公務員採用I種試験（土木）に合格し、1986年4月に運輸省に入省。
2018年7月31日から国土交通省東北地方整備局長を務め、2019年7月9日に港湾局長に就任。
2021年7月1日、国土交通省大臣官房技術総括審議官に就任。

## 年表
基本的な出典
- 1986年
  - 03月：大阪大学大学院工学研究科土木工学専攻修了
  - 04月：運輸省入省（港湾局開発課）[3]
- 1992年03月：在ミャンマー日本国大使館二等書記官[3]
- 1996年05月：運輸省港湾局開発課補佐官
- 1997年07月：運輸省第四港湾建設局宇部港湾工事事務所長
- 1998年07月：運輸省港湾局建設課付中央省庁等改革推進本部事務局参事官補佐
- 2000年04月：運輸省港湾局計画課補佐官
- 2001年01月：国土交通省港湾局計画課課長補佐
- 2002年04月：国土交通省港湾局環境・技術課技術企画官
- 2003年04月：国土交通省港湾局計画課課長補佐
- 2004年04月：国土交通省近畿地方整備局港湾空港部港湾空港企画官
- 2006年07月：国土交通省港湾局建設課課長補佐
- 2007年04月：国土交通省港湾局技術企画課課長補佐
- 2008年01月：国土交通省港湾局技術企画課技術企画官
- 2009年04月：国土交通省港湾局総務課危機管理室長
- 2010年07月：国土交通省中国地方整備局港湾空港部長
- 2012年
  - 01月：国土交通省港湾局振興課長
  - 04月：国土交通省港湾局産業港湾課長
- 2015年07月31日：国土交通省関東地方整備局副局長[7]
- 2018年07月31日：国土交通省東北地方整備局長[4]
- 2019年07月09日：国土交通省港湾局長[5]
- 2021年07月01日：国土交通省大臣官房技術総括審議官[8][6]
- 2022年3月31日：定年退職[9]